# Золотолоба тимелія
Золотолоба тиме́лія (Dasycrotapha) — рід горобцеподібних птахів родини окулярникових (Zosteropidae). Представники цього роду є ендеміками Філіппін. Їх раніше відносили до родини тимелієвих (Timaliidae), однак за результатами низки молекулярно-генетичних досліджень вони були переведені до родини окулярникових.

## Види
Виділяють три види:
- Тимелія золотолоба (Dasycrotapha speciosa)
- Баблер самарський (Dasycrotapha pygmaea)
- Баблер малий (Dasycrotapha plateni)

## Етимологія
Наукова назва роду Dasycrotapha походить від сполучення слів дав.-гр. δασυς — волохатий і κροταφος — брови, скроні.